# Ходыри (Кирово-Чепецкий район)
 Ходыри  — деревня в Кирово-Чепецком районе Кировской области в составе Мокрецовского сельского поселения.

## География
Расположена на расстоянии менее 2 км на северо-запад по прямой от центра поселения села Каринка.

## История
Известна с 1722 года как деревня Питиримовская, в 1764 10 жителей. В 1873 году здесь (уже починок Питиримовский или Ходыри) было дворов 6 и жителей 64, в 1905 13 и 100, в 1926 (деревня Ходыри или Питиримовский) 16 и 93, в 1950 17 и 50, в 1989 постоянных жителей уже не учтено. 

## Население
Постоянное население составляло 0 человек в 2002 году, 1 в 2010.